# ...Și vreme e ca să ucizi
...Și vreme e ca să ucizi (în engleză A Time to Kill) este un roman american din 1989 scris de John Grisham. Este primul roman al lui Grisham. Inițial, romanul a fost respins de mai multe edituri, în cele din urmă fiind publicat în doar 5.000 de exemplare de Wynwood Press. După ce editura Doubleday a publicat romanul Firma, Wynwood a republicat o nouă ediție din ...Și vreme e ca să ucizi care a devenit bestseller. Ulterior, editura Dell a publicat, la câteva lui după succesul înregistrat de Firma, o nouă serie din ...Și vreme e ca să ucizi, iar în cele din urmă, Doubleday a preluat contractul pentru această carte și a relansat-o într-o ediție specială.
În anul 1996, romanul a fost adaptat într-un film al cărui titlu în engleză este omonim cu cel al cărții, dar în România a fost difuzat sub titlul Vremea răzbunării. Din distribuție, fac parte Matthew McConaughey, Sandra Bullock și Samuel L. Jackson. În 2011, a fost lansată o nouă adaptare a cărții, o piesă de teatru regizată de Rupert Holmes și jucată prima dată la Arena Stage din Washington, D.C., apoi ajunsă pe Broadway în octombrie 2013. În 2020, a apărut o continuare a cărții, scrisă tot de Grisham, sub titlul A Time For Mercy.

## Cadru
Acțiunea se petrece într-un oraș fictiv, Clanton, aflat într-un comitat de asemenea inventat, Ford, din statul Mississippi. Evenimentele au loc în anii 1980, într-o perioadă în care tensiunea rasială era la un nivel înalt în America. Trei dintre personaje, Jake Brigance, Harry Rex Vonner și Lucien Wilbanks, apar mai târziu în alte două romane ale lui Grisham, continuări ale poveștii din ...Și vreme e ca să ucizi: Șirul de platani din 2013 și A Time for Mercy din 2020. Harry Rex Vonner și Lucien Wilbanks mai apar în romanul Ultimul jurat din 2004, a cărui acțiune se desfășoară tot în Clanton, în anii 1970. Iar Harry Rex Vonner apare de asemenea în romanul Moștenitorii din 2002, precum și în nuvela „Fish Files”, din 2009, apărută în colecția Ford County. O scurtă referire la evenimentele descrise în carte apare și în romanul Camera morții din 1994.

## Inspirație
În 1984 la tribunalul DeSoto County din Hernando, Grisham a urmărit mărturia unei persoane în vârstă de 12 ani, victimă a unui viol. Inspirația lui Grisham a venit după scandalul de viol și agresiune asupra două fete, Marcie Scott, 12 ani, și sora ei Julie Scott, 16 ani. Spre deosebire de cartea lui Grisham, cele două fete erau albe, iar atacatorul lor, Willie Harris, era negru. Conform site-ului oficial al lui Grisham, autorul a petrecut mult tip înainte să scrie cartea „explorând ce s-ar fi întâmplat dacă tatăl fetei i-ar fi omorât pe atacatori.” Grisham a avut nevoie de trei ani pentru a scrie cartea și a încheiat-o în 1987. Autorul a mai citat ca influență romanul Să ucizi o pasăre cântătoare scris de Harper Lee. Acțiunea din ...Și vreme e ca să ucizi are loc în 1984. Alt roman care l-a inspirat pe Grisham este Presumed Innocent, scris de Scott Turow.

## Intrigă
În orășelul Clanton, din comitatul Ford, în statul Mississippi, o fetiță afro-americană în vârstă de zece ani, pe numele Tonya Hailey este violată, agresată și bătută de doi rasiști, James „Pete” Willard și Billy Ray Cobb. Tonya este mai târziu descoperită și transportată la spital în vreme ce Pete și Billy Ray sunt auziți lăudându-se la un bar cu privire la faptele lor. Tatăl Tonyei, Carl Lee Hailey, se consultă cu prietenul său, Jake Brigance, un avocat alb care anterior îl reprezentase pe fratele lui Hailey. Carl Lee îl întreabă pe avocat dacă l-ar putea ajuta să fie achitat în cazul în care îi omoară pe cei doi agresori. Jake îl sfătuiește pe Carl să nu facă vreo prostie, dar recunoaște că dacă ar fi fost implicată fiica sa, el i-ar fi omorât pe cei doi violatori. Carl Lee este hotărât să o răzbune pe Tonya și atunci când Pete și Billy Ray sunt scoși din tribunal după audierea privind eliberarea condițională, îi omoară pe amândoi cu o pușcă M16/
Carl Lee este acuzat de crimă cu premeditare. Deși este sfătuit să aducă alături avocații de renume, el îl alege pe Jake. În echipa lui Jake se află doi prieteni loiali, Lucien Wilbanks, un avocat exclus din barou și Harry Rex Vonner, un avocat specializat pe divorțuri. Mai târziu, în echipa sa apare și o studentă la drept, Ellen Roark, care avea experiență în ceea ce privește cazurile în care a fost cerută pedeapsa cu moartea și își oferă serviciile pro bono. Ellen pare să fie interesată de Jake și pe plan sentimental, dar Jake, fiind căsătorit, rezistă avansurilor fetei. Echipa primește pe ascuns ajutor și din partea șerifului ținutului, afro-americanul Ozzie Walls, o persoană apreciată în comunitatea persoanelor de culoare și foarte respectată în comunitatea albilor. Șeriful respectă legea și îl arestează pe Carl Lee dar, fiind la rândul său tatăl a două fete, îl susține pe ascuns pe Carl Lee și îi oferă un tratament special în închisoare, fiind de asemenea alături de Jake din punct de vedere legal. Procuror în dosarul lui Carl Lee este Rufus Buckley, procurorul districtual, care speră ca în urma cazului să își lanseze o carieră în politică. Autorul lasă să se înțeleagă că judecătorul cazului, Omar „Ichabod” Noose, este intimidat de elementele locale membre ale supremației albe. O dovadă este refuzul lui Noose la cerința lui Jake de a schimba locul procesului deși era evident că în comitatul Ford, juriul urma să fie alcătuit în întregime din albi.
Freddy, fratele lui Billy Ray, își dorește răzbunare și devine membru al filialei locale din Ku Klux Klan, cerând ajutorul „Marelui Dragon” Stump Sisson, șeful filialei. În consecință, KKK plănuiește să arunce în aer terasa casei lui Jake, astfel că acesta își trimite soția și fiica în afara orașului, până la finalul procesului. Mai târziu, KKK o atacă pe secretara lui Jake, Ethel Twitty, și îl omoară pe soțul acesteia, Bud, aflat într-o stare precară de sănătate. De asemenea, KKK dă foc unor cruci în curțile unor potențiali jurați, pentru a-i intimida. În ziua în care începe procesul, se declanșează în fața tribunalului un scandal violent între KKK și membrii comunității de culoare din zonă, iar Stump este ucis de un Cocktail Molotov. Considerând că negrii sunt vinovați pentru moartea lui Stump, Freddy și KKK cresc în intensitate atacurile. Ca rezultat, Garda Națională a Statelor Unite este chemată în Clanton pentru a păstra liniștea pe perioada procesului. Însă Freddy continuă eforturile pentru a răzbuna moartea lui Billy Ray. Un membru KKK trage spre Jake într-o dimineață, în timp ce acesta intra în tribunal, ratându-l pe avocat, dar rănindu-l pe unul dintre membrii echipei de protecție a acestuia. Apoi, Ellen Roark este răpită, unul dintre purtătorii de cuvânt ai juriului este amenințat cu un cuțit, iar casa lui Jake este arsă. În cele din urmă, unul dintre foștii clienți ai lui Jake care reușise să se infiltreze în KKK și oferea indicii anonime poliției, poreclit „Mickey Mouse”, este descoperit de către KKK, torturat și ucis.
În ciuda pierderii casei și a problemelor din startul procesului, Jake își continuă activitatea. Îl discreditează pe psihiatrul angajat de procuratură și scoate în evidență că acesta nu acceptase niciodată verdictul de nebunie al unui acuzat într-un dosar de crimă, atunci când fusese chemat să depună mărturie, deși alți doctori susțineau contrariul. Jake îl atrage pe doctor în capcană dezvăluind că mulți dintre acești acuzați care fuseseră în cele din urmă declarați nebuni în urma proceselor se aflau acum sub tratament chiar în grija doctorului, deși acesta susținuse în procese că ei erau întregi din punct de vedere mental. Urmează pledoaria finală susținută de Jake.
În ziua verdictului, mii de cetățeni negri se adună în oraș și cer achitarea lui Carl Lee. Verdictul este unanim de eliberare a acuzatului pentru nebunie temporară și este atins abia după ce unul dintre jurați le cere celorlalți să își imagineze că fiica lui Carl Lee era albă, iar violatorii erau negri. Carl Lee se întoarce alături de familie, iar romanul se încheie cu o întâlnire la care iau parte Jake, Lucien și Harry Rex pentru a bea împreună un pahar, urmată de o conferință de presă susținută de Jake care anunță că părăsește orașul pentru a fi alături de familie.

## Adaptări
- Filmul Vremea răzbunării, apărut în 1996 și regizat de Joel Schumacher, cu Samuel L. Jackson și Matthew McConaughey în rolurile principale, este bazat pe acest roman.
- Rupert Holmes a scris o adaptare a romanului pentru scena de teatru, piesa fiind regizată de Ethan McSweeny și jucată la Daryl Roth & Arena Stage din Washington, D.C., în 2011.[5] Piesa a ajuns apoi pe  Broadway și s-a jucat la Teatrul Golden, între 28 septembrie și 18 noiembrie 2013. În rolurile principale au fost actorii Tom Skerritt, Patrick Page, Sebastian Arcelus și Tonya Pinkins.[6][7][8]

## Traduceri în limba română
- Grisham, John; ...Și vreme e ca să ucizi, Editura Rao, 1994[9]
- Grisham, John; ...Și vreme e ca să ucizi, Editura Rao, 1997[10]
- Grisham, John; ...Și vreme e ca să ucizi, Editura Rao, 2000[11]
- Grisham, John; ...Și vreme e ca să ucizi, Editura Rao, 2003[12]
- Grisham, John; ...Și vreme e ca să ucizi, Editura Rao, 2008[13]